# یواس‌اس فلوریکان (ای‌اس‌آر-۹)
یواس‌اس فلوریکان (ای‌اس‌آر-۹) (به انگلیسی: USS Florikan (ASR-9)) یک زیردریایی با طول ۲۵۱ فوت ۴ اینچ (۷۶٫۶۱ متر) بود. این زیردریایی در سال ۱۹۴۲ ساخته شد.